# 萬寶盛華大中華
萬寶盛華大中華有限公司，簡稱萬寶盛華大中華和萬寶盛華（英語：MANPOWERGROUP GREATER CHINA LIMITED，港交所：2180），在1997年1月6日，母公司萬寶盛華於總部香港成立前身「Torrington Company Limited」，後更名為「Manpower Services (Hong Kong) Limited」，直至1997年7月23日，於台灣成立「萬寶華企業管理顧問股份有限公司」，到了2014年，於上海成立「萬寶盛華信息科技（上海）有限公司」，其業務人才寻猎、招聘流程外包、人才管理及培训发展等人力资源综合解决方案，董事會主席為Darryl E GREEN，首席執行官袁建華。
股份在2019年7月10日於港交所主板上市。全球發售定價為9.9至12.6港元，發行股份5000萬股，集資額為5.077億港元，用作於進一步擴大該公司業務規模及市場份額；投資研發、增強技術能力及發展數字人力資源平台； 尋求策略性併購活動； 進一步投資品牌建設及數字營銷；及一般企業用途或營運資金。

## 連結
- 万宝盛华大中華（中国） （页面存档备份，存于）
- 萬寶華台灣（台灣） （页面存档备份，存于）
- facebook.com/ManpowerTW/
- linkedin.com/company/manpowergroup-taiwan/ （页面存档备份，存于）